# Gil de Siloé

Retablo mayor y sepulcro de Juan II de Castilla y de su esposa Isabel de Portugal en la Cartuja de Miraflores.

Gil de Siloé (también citado como Gil de Siloe o, simplemente, Gil Siloe) fue un escultor español en estilo gótico activo en los últimos años del siglo XV. Hijo suyo fue Diego de Siloé, escultor y arquitecto en estilo renacentista.

## Vida y estilo
Gil de Siloé es una de las máximas figuras de la escultura hispánica, y europea por extensión, del siglo XV, cuando las formas del gótico postrero, hibridadas por las del arte mudéjar y las influencias flamencas de tipo flamígero, dieron origen al estilo gótico isabelino, exclusivo de España, del que Gil de Siloé es representante emblemático. 
Los nombres por los que es conocido evidencian la confusión que rodea su origen. En algunos documentos se le cita como Gil de Emberres (Amberes), por lo que se cree fuera originario de Flandes en otros como Gil de Urlianes, por lo que podría venir de Orleans. El nombre que habitualmente se repite en los documentos es el de Maestre Gil; solo en algún momento muy concreto se añade la palabra Siloe, y aplicada sobre todo a su hijo Diego. Para algunos era Abraham de Nürenberg a quien trajo a España Alonso de Cartagena, para otros en cambio provenía del mundo de los conversos. “En definitiva, estamos ante alguien venido de fuera con un bagage de formación nórdica, donde acusa lo flamenco, aunque en parte tampoco le es ajeno lo germano” y aún esto es para algunos discutible, pues imaginan podría ser burgalés hijo de algún oficial que acompañó a Juan de Colonia cuando se asentó en la ciudad.
Desconocemos cómo apareció en Burgos, y cómo enlazó con la familia Colonia; si fue por parentesco, por misma nacionalidad o por afinidad artística. El hecho es que Juan y Simón de Colonia –los dos grandes arquitectos de las postrimerías del gótico–, y –el gran imaginero– Gil de Siloe vivieron unidos en permanente colaboración.
Su nacimiento puede datarse alrededor de 1440-50 y probablemente no mucho antes.
Desarrolló su actividad en Castilla y más concretamente en la ciudad de Burgos y sus alrededores. Está documentado entre los años 1470 y 1501 fecha probable de su fallecimiento en la capital castellana. En este lapso de tiempo pueden distinguirse dos períodos muy diferentes. En el primero, 1470-1486, vida y obra aparecen entre brumas en la que apenas se dibujan los contornos; en el segundo, 1486-1501, las vemos ya nítidamente dibujadas dirigiendo Gil un gran taller y con una vida acomodada.
Casó con una hija de Pedro de Alcalá, con la que tuvo dos hijas y dos hijos, uno de los cuales fue el famoso Diego de Siloe, artista que destacará fundamentalmente como arquitecto en el Renacimiento. 
Su estilo es recargado, decorativista y muy minucioso, dotado de un extraordinario virtuosismo técnico.
Su inspiración, probablemente, se apoyó en grabados, manuscritos e incunables de la época. Así, una de las constantes de su decoración, la asociación entre formas vegetales y niños (“putti”), –empleada, p.e., en el sepulcro de don Alfonso– pudo estar influida por Las Crónicas de Nuremberg o Liber Chronicarum que parece tenía cerca cuando proyectó el retablo de la Cartuja de Miraflores, o por la Peregrinatio in Terram Sanctam or Sanctae Peregrinationes, de Bernhard von Breydenbach con ilustraciones dibujadas por Erhard Reuwich (en neerlandés Reeuwijk). También tapices y retablos contemporáneos (“las muñecas de Malinas”, p.e.) tuvieron incidencia en su estilo.

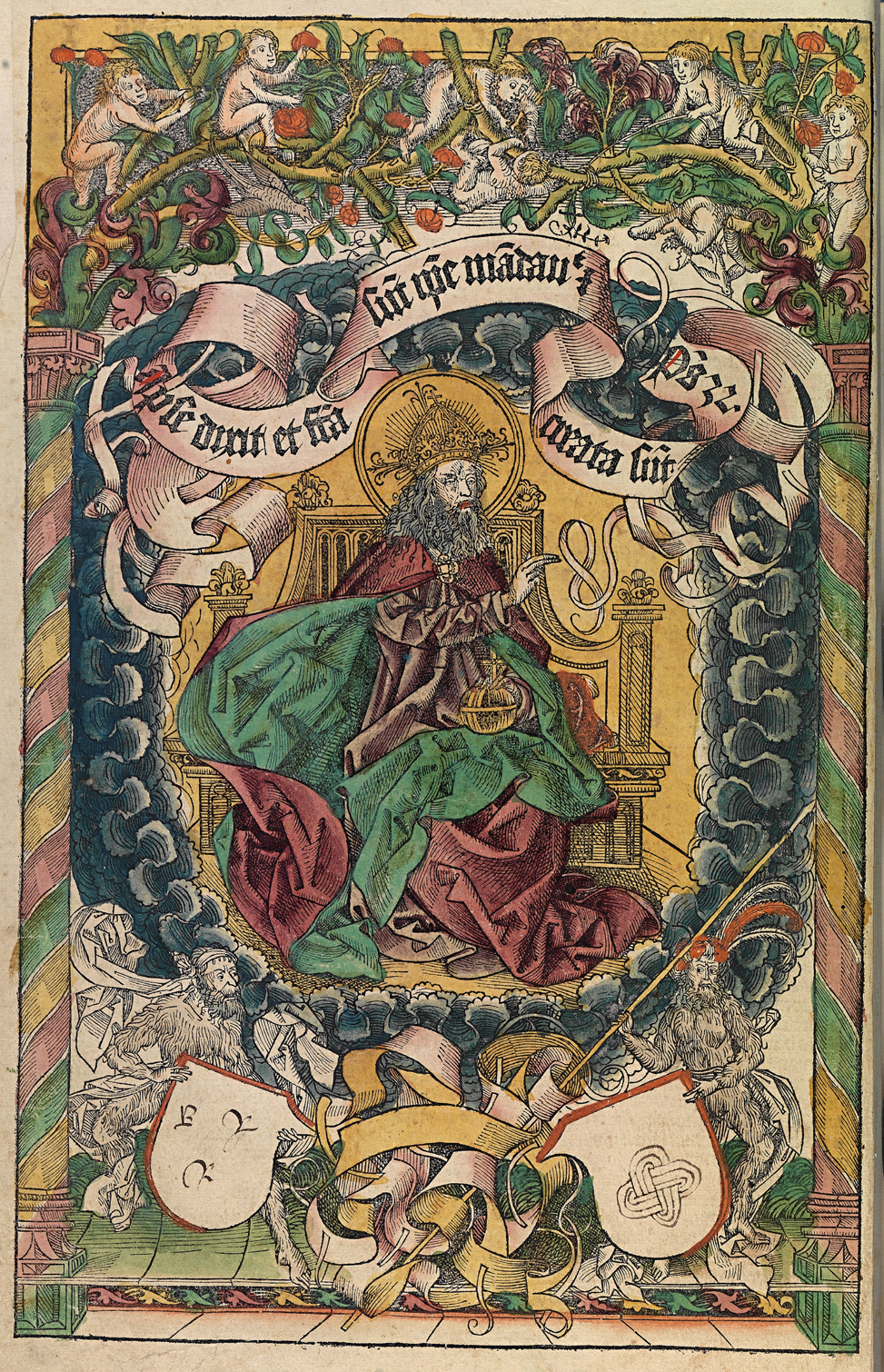
Las Crónicas de Núremberg (I verso).
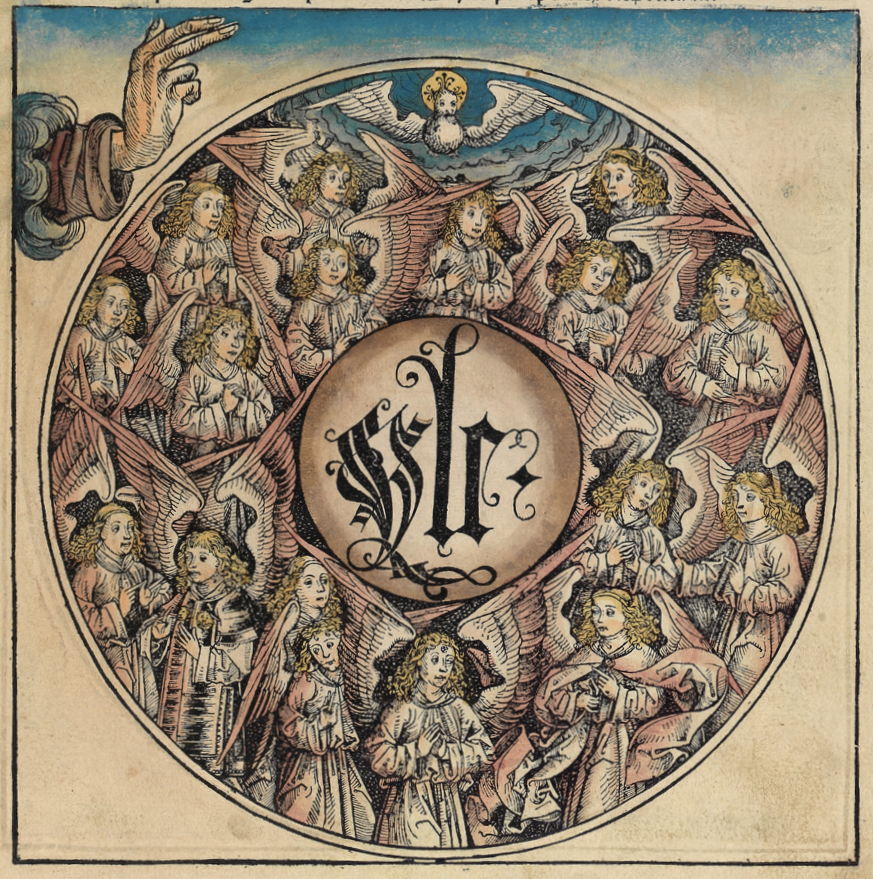
(Crónicas, II recto.)
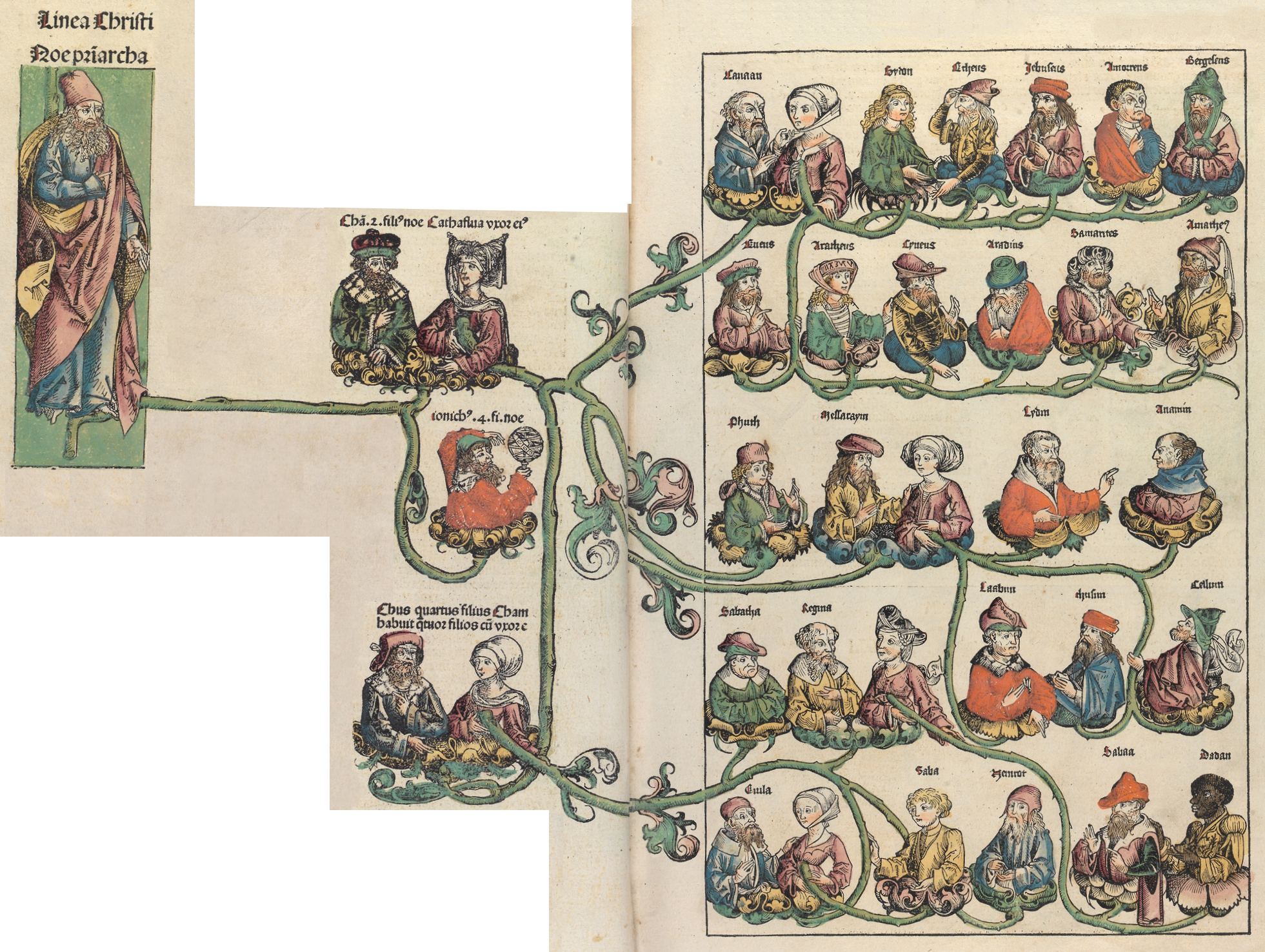
(Crónicas, XV recto.)
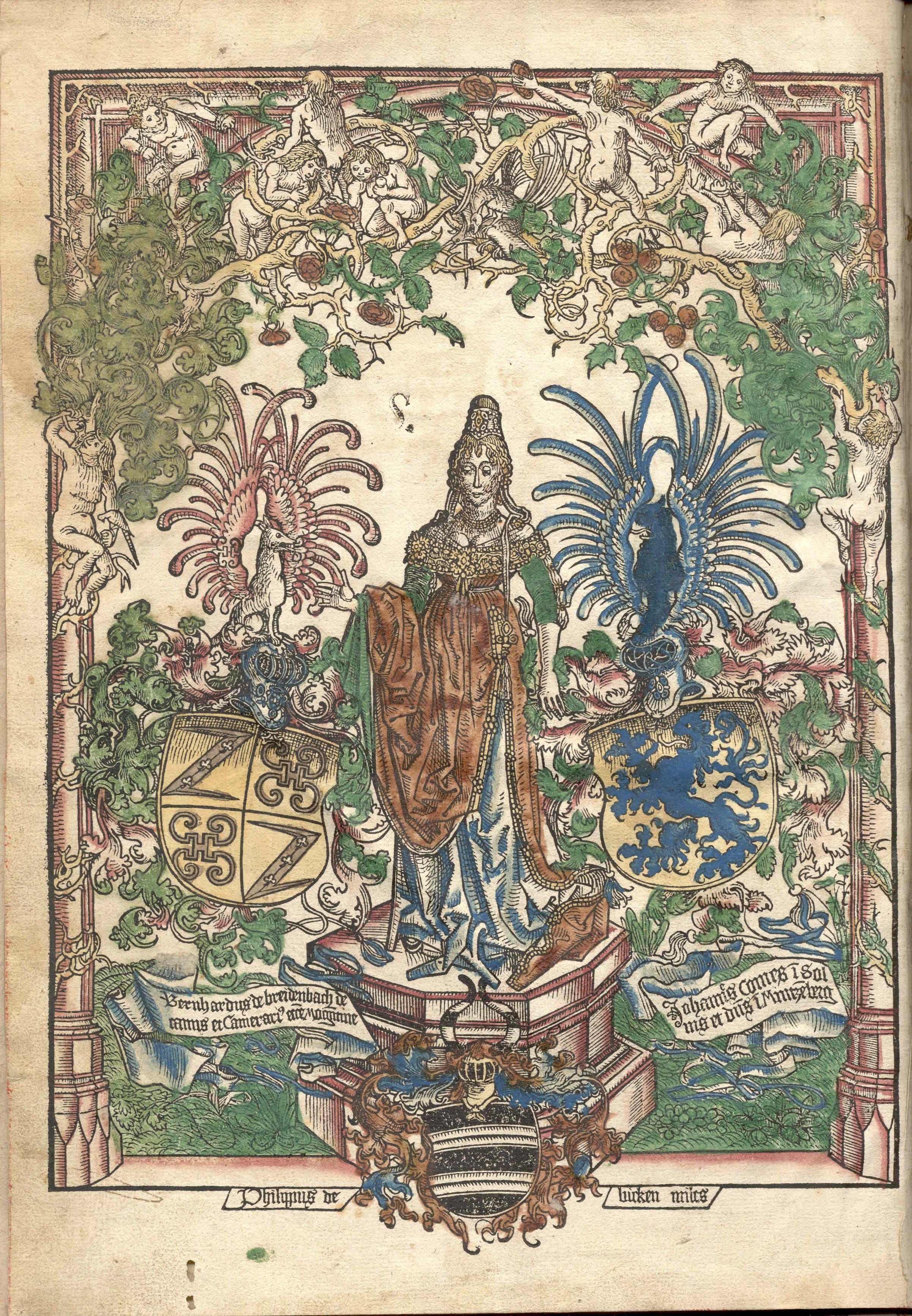
Peregrinatio in Terram Sanctam

## Taller
La envergadura y el amplio número de obras encargadas a Siloe en un espacio de tiempo documentado relativamente corto, 1486-1501,  así como el nivel de calidad altísimo que mantuvo en la mayoría de las ocasiones, indican la existencia de un taller que había asumido su manera de hacer. Burgos era una ciudad rica en el último tercio del siglo XV, en ella vivía multitud de mercaderes, comerciantes, etc, con negocios de gran envergadura, y algunas familias habían adquirido poder y hábitos copiados de la aristocracia: encargaban su sepulcro en capilla propia, organizan su casa como una gran residencia, adoptan signos caballerescos, etc. Esto produce una clientela solvente y marca tanto las directrices del estilo como los temas principales, y determina un tema recurrente en la mentalidad burguesa: el retrato.
El de Siloé en Burgos, era un taller en el que había una personalidad creadora reconocida en el medio en el que vivía, que ideaba formas y tenía aprendices y ayudantes que expandían su estilo. La obra de arte era considerada como un trabajo al servicio de una función religiosa o política. 
El retablo, por su aparatosidad, por su dimensión, llamaba la atención del fiel y le ponía en relación con los misterios del dogma allí relatados con una pretensión de realismo. 
Con Siloé en Burgos la concepción global o programa era la protagonista del quehacer artístico: había que darla una plasmación mediante relieves, esculturas y pinturas, que quedaban enmarcadas en las líneas arquitectónicas y decorativas del conjunto. Gil de Siloe, más que escultor, -que también-, de imágenes o relieves, es autor de un conjunto subordinado a las dimensiones del marco arquitectónico en que va a ir situado, temas iconográficos, decoración y materiales. El mecenas, en el caso de los retablos, no se interesaba, en general, por el valor estético o por la creatividad de cada escultura o de cada relieve, sino que lo que le interesaba era el conjunto y que los asuntos reflejados fuesen claros y se ajustasen a los temas convenidos. Esto explica la importancia de la acción del maestro que organizaba todo el trabajo del conjunto: el que ideaba la arquitectura, su decoración y distribuía los espacios para alojar la imaginería.
"El de Siloé fue, sin duda, el taller que cualquier escultor podía soñar para asentarse en la ciudad: contaba con los mejores contratos, que provenían de la Reina, de la nobleza y de las iglesias importantes y maestre Gil necesitaba buenos oficiales. Así, Maestre Felipe fue deudor de múltiples ideas de Gil de Siloé". "En julio de 1498, Bigarny comienza a contratar obras personalmente; antes de esa fecha tuvo que trabajar en el taller de Siloé. No sabemos cuantos meses pudo permanecer allí", pero "varios datos de la vida personal de Bigarny corroboran esta hipótesis".
La fuerte demanda exigió que los escultores se ayudasen de mediocres artesanos ante la falta de oficiales expertos. En el taller de Simón de Colonia esto es evidente, cuando se observa la escasa calidad artística de algunas de sus esculturas; en el de Siloé, un taller más homogéneo, debían trabajar muchos ayudantes y varios oficiales si bien no conocemos ninguno de sus nombres; formalmente podemos caracterizar a alguno (como al “Maestro de las manos Grandes” en el retablo del Árbol de Jesé, a Vigarny en los sepulcros de la cartuja de Miraflores,…). Al final de la vida de Gil su hijo Juan, -Diego tendría de 15 a 18 años- estaría también entre sus colaboradores.

## Obra

### Cartuja de Miraflores
Sus obras más importantes se encuentran en la Cartuja de Miraflores. El conjunto cartujano, emplazado en la capilla mayor del monasterio, lo integran tres elementos: en el centro del presbiterio, los sepulcros de bultos yacentes, ricamente ataviados, de los reyes castellanos Juan II e Isabel de Portugal, formando ambos un único conjunto de planta estrellada de ocho puntas; adosado al muro del Evangelio, el sepulcro del infante Don Alfonso, y en la cabecera, el retablo principal. 

#### Sepulcro de Juan II e Isabel de Portugal

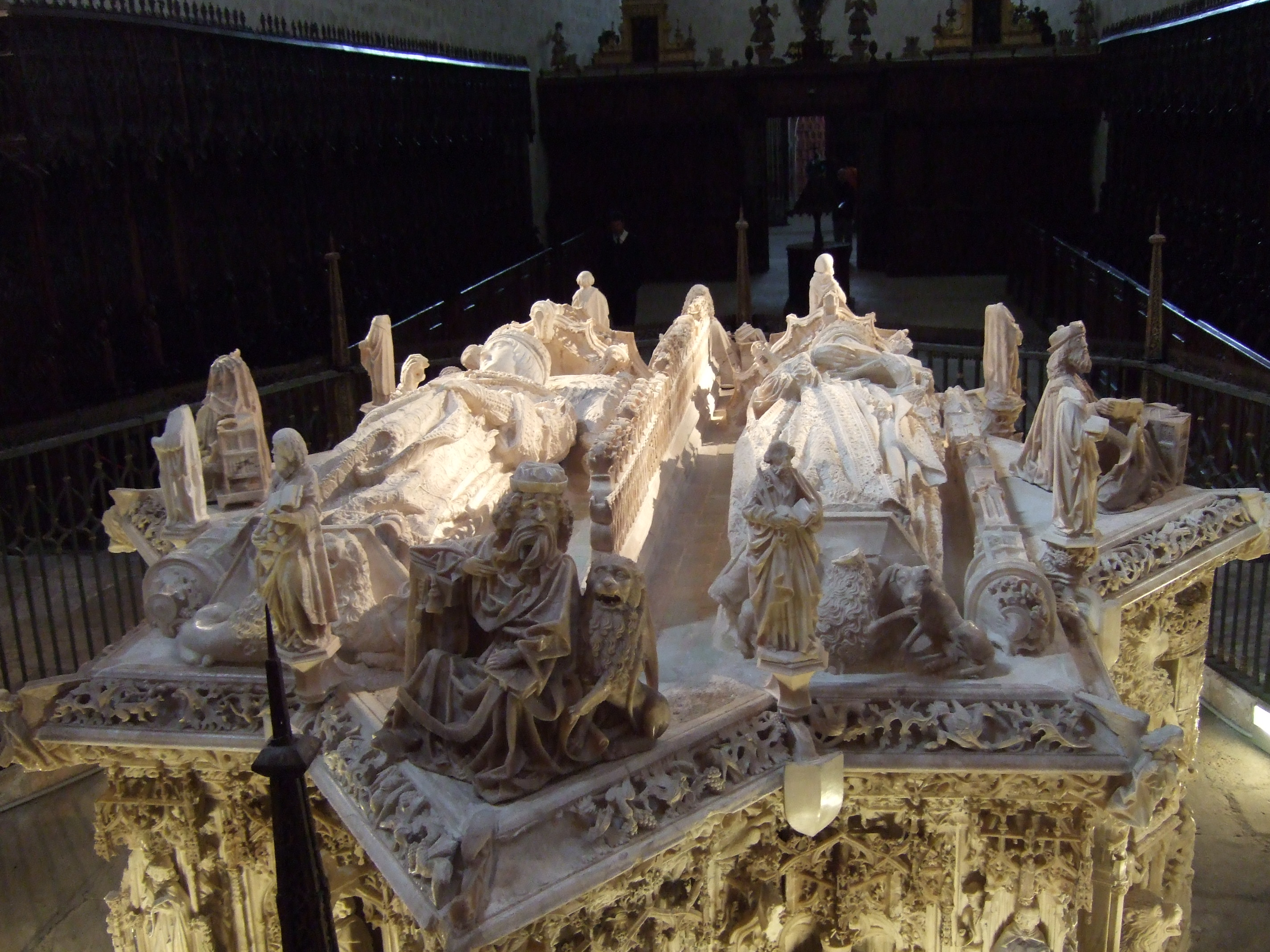
Sepulcro de los reyes Juan II e Isabel de Portugal, obra de Gil de Siloé, en la Cartuja de Miraflores.

Los sepulcros reales, facturados en alabastro, reclamaron a Siloé cuatro años de trabajo, entre 1489 y 1493. Fueron un encargo de la reina Isabel la Católica, hija de los monarcas, y en ellos el virtuosismo del autor llega a extremos de difícil superación. 
En el encargo de los sepulcros hubo mucho más que la intención de cumplir con un deber real y filial. Por una parte Isabel señalaba con claridad cual era el árbol genealógico correcto de la dinastía, al tiempo que olvidaba de un modo consciente a su hermanastro Enrique IV no querido; por otra, en un momento en que la aristocracia construía los más ostentosos recintos funerarios conocidos hasta entonces, pretendía que lo que se hiciera en la Cartuja fuera ejemplar como símbolo de afirmación monárquica.

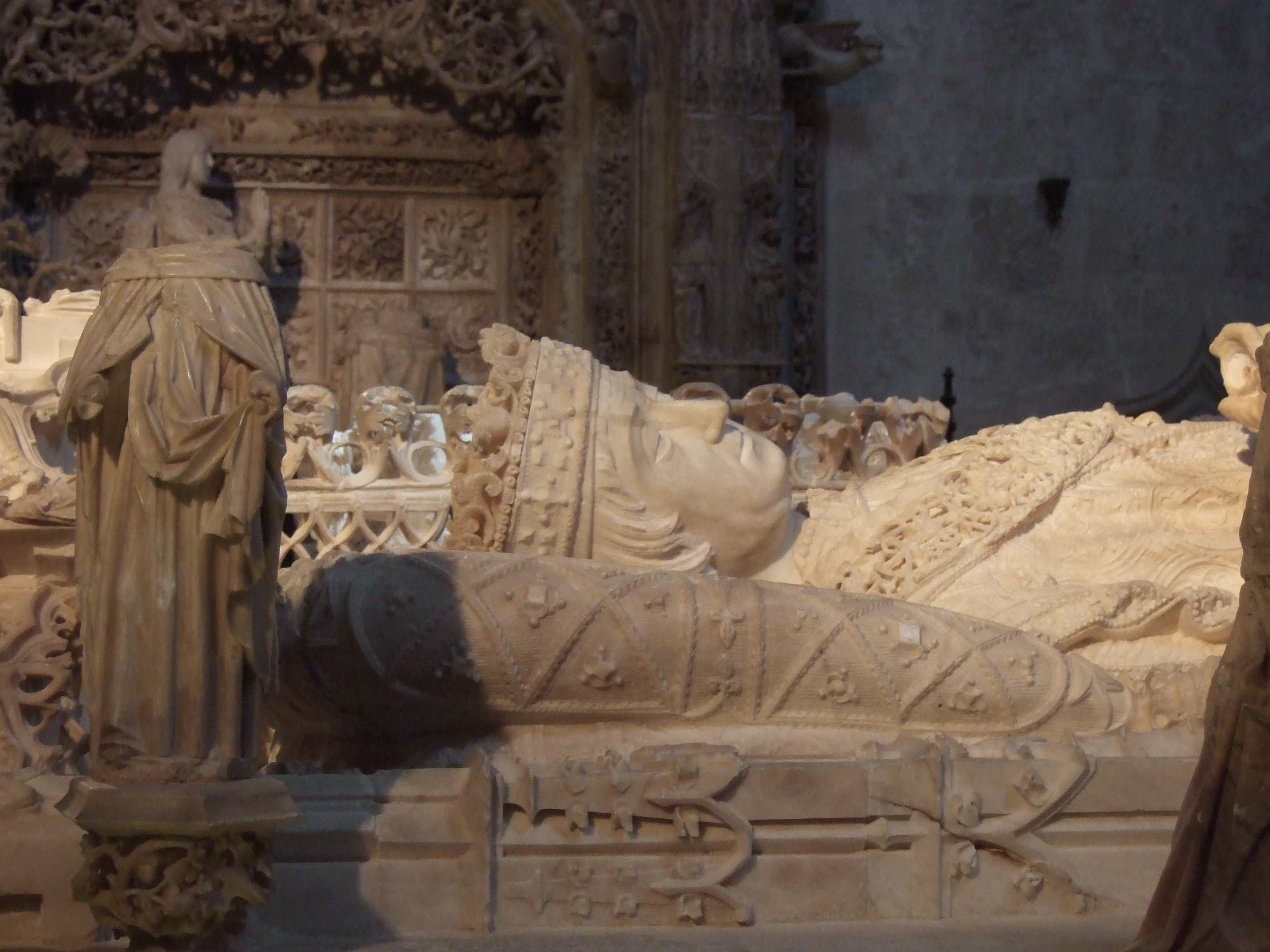
Detalle del Sepulcro de los reyes Juan II e Isabel de Portugal. Cartuja de Miraflores.

La forma en planta del monumento funerario es la de una estrella de ocho puntas (intersección de un rombo y un rectángulo); por su gran superficie hubo lugar en ella para diversas imágenes, además de para las yacentes de los reyes. Del conjunto sobresale el virtuosismo con que está trabajado el brocado del vestido real.
Las cuentas del monasterio hablan de que se emplearon 158.252 maravedises en el alabastro (traído de Cogolludo —Guadalajara— y lugares limítrofes) y que el precio del trabajo se elevó hasta 442 667 maravedises (es decir, casi las tres cuartas partes del total).

#### Sepulcro del Infante don Alfonso

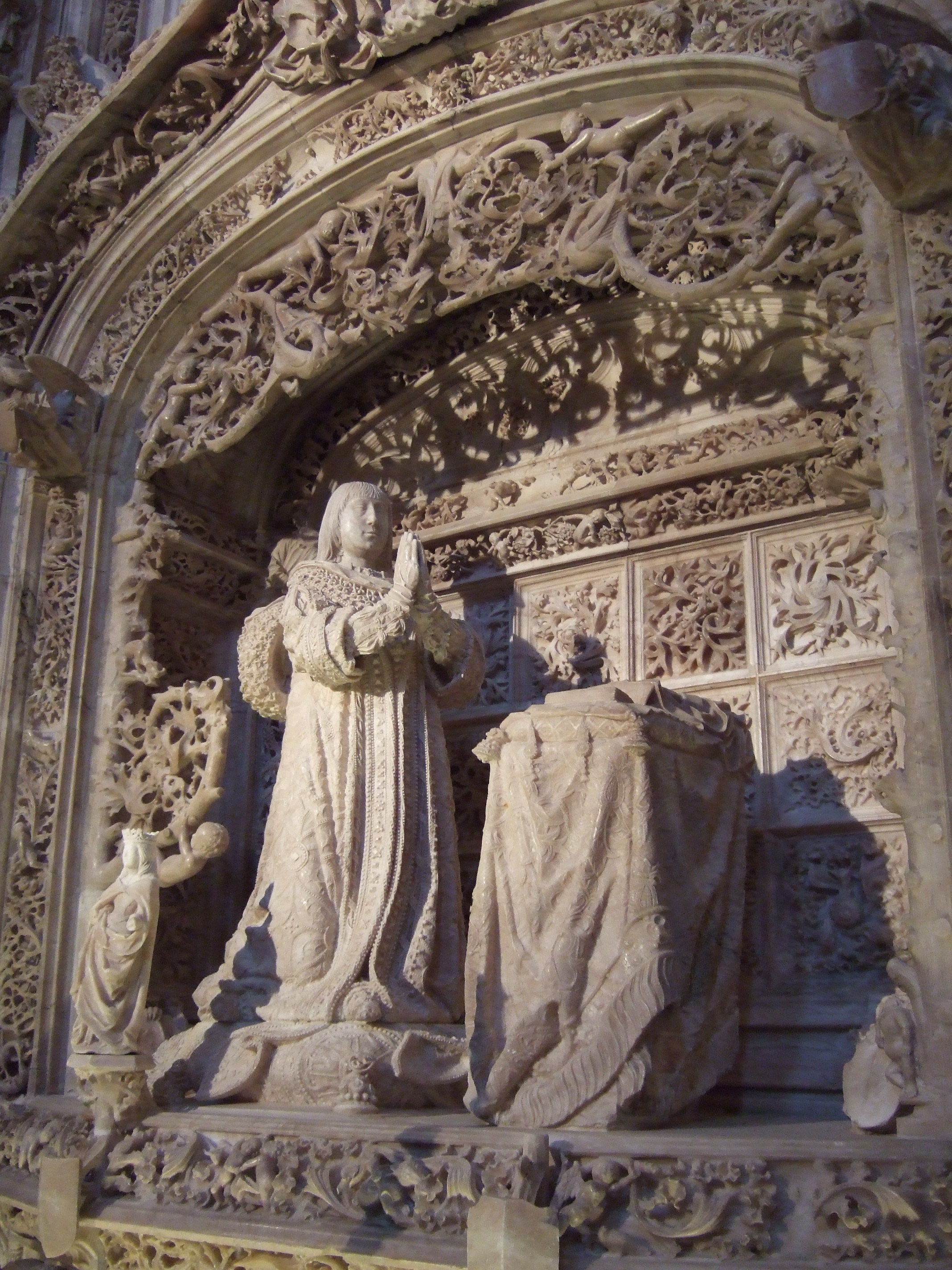
Sepulcro del Infante don Alfonso, obra de Gil de Siloé, en la Cartuja de Miraflores.

El sepulcro del infante Don Alfonso se trata de un bulto orante bajo arcosolio carpanel con intradós, con caireles calados (por desgracia, diversos destrozos han ido haciendo desaparecer gran parte del cairelado de la izquierda y todo el de la derecha; de haberse conservado se asemejaría a una celosía que dejara el fondo en penumbra) y trasdós conopial, más dos esbeltas pilastras -uno de los lugares elegidos para incorporar la iconografía religiosa- aguzadas en los extremos. 
La decoración marginal se impone en todo el conjunto; se ha recurrido a lo vegetal,-vid, roble, cardo, bellotas, racimos de uvas, …-, a lo animal, -caracol, conejo, águila, león, lechuza, zorro, ardillas, aves-, y a lo humano en forma de niños desnudos, putti, de tamaños y actitudes variables. ¿Motivos ornamentales o significativos?.
La superficie limitada entre los dos arcos está cubierta por una profusa ornamentación que acoge, en la parte media superior, un San Miguel guerrero en lucha contra el dragón diabólico por encima del cual aparece un rostro tricéfalo.
La estatua del infante don Alfonso arrodillado, en actitud orante, centra la composición. Le precede un reclinatorio cubierto por un riquísimo paño de brocado donde reposa sobre un cojín un libro abierto de oraciones. Dos aspectos llaman poderosamente la atención de los especialistas: la existencia de un brazo y mano envuelto en ropaje en actitud de cambiar las hojas del libro y que tan sólo puede verse desde una posición cenital, y la inclinación del paño que cubre el reclinatorio inclinada de una manera contraria a lo que sería lo normal.
La iconografía religiosa del sepulcro de don Alfonso destaca por su sencillez y concreción. Culmina el sepulcro una solemne Anunciación habitual en los monumentos funerarios de la época; entre María y el Arcángel, el jarrón de azucenas. Los Apóstoles y los Santos podían ser poderosos intercesores a la hora de la muerte y un testimonio de la fe del difunto; aquí los encontramos, dispuestos por parejas, en los pilares de enmarcamiento del sepulcro.

#### Retablo Altar Mayor

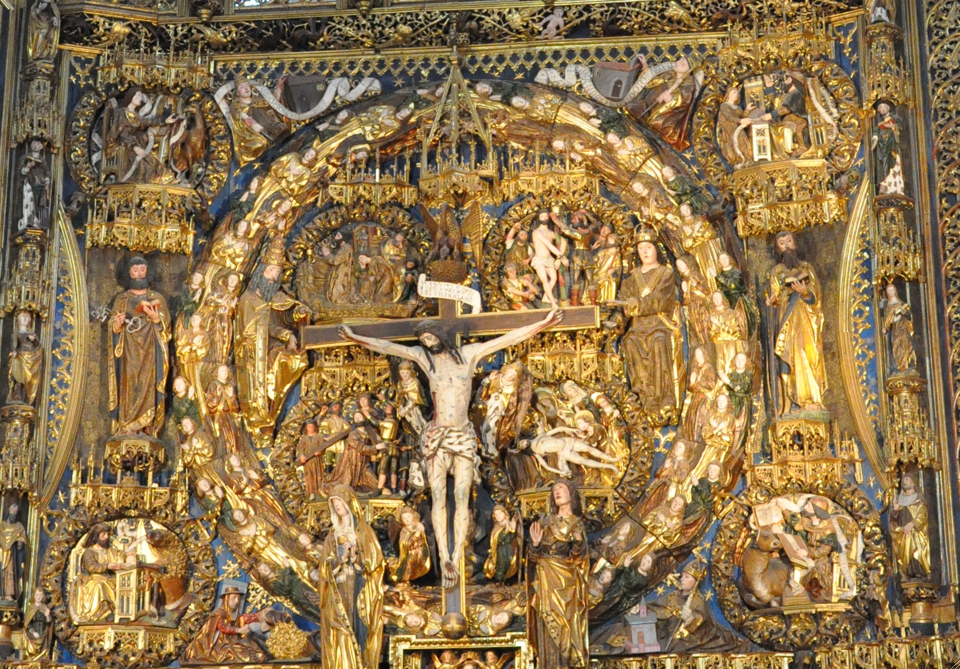
detalle del Retablo mayor de la Cartuja de Miraflores.

No menor admiración suscita el retablo principal de la Cartuja, obra en la que el maestro trabajó de 1496 a 1499. 
Se trata de una composición abigarrada, a manera de gran tapiz, de traza inspirada en la organización de los grabados alemanes del rosario. El retablo, enmarcado por guardapolvo, está presidido por una gran corona que encierra círculos con los misterios a los que rodean otras orlas y encuadramientos. En el centro, la figura de Cristo crucificado se inscribe en un gran círculo, en alusión a la Eucaristía, y a los pies de la Cruz la Virgen y San Juan. Dentro, cuatro círculos más pequeños representan escenas de la Pasión, y fuera, también en círculos, los Evangelistas. En la parte inferior se representa la Anunciación y el Nacimiento y, en los laterales, están las estatuas orantes y los escudos de armas de los reyes enterrados en la capilla. El tabernáculo original fue sustituido por otro; encima del nuevo hay un expositor giratorio en el que se muestran seis escenas de las que tan sólo aparece una a la vista dependiendo de la época del año.
Su mayor virtud reside en el diseño general, aunque son muchos los fragmentos magistrales. Fue obra, dadas sus dimensiones, de un gran taller. 
En la policromía, Diego de la Cruz optó por una técnica muy refinada en aquella época que se llama brocado aplicado y que consiste en añadir una filigrana que se ha labrado por separado a los ropajes, hornacinas...
El coste alcanzó la cantidad de 1.015.613 maravedis.

### Monasterio de Fresdelval

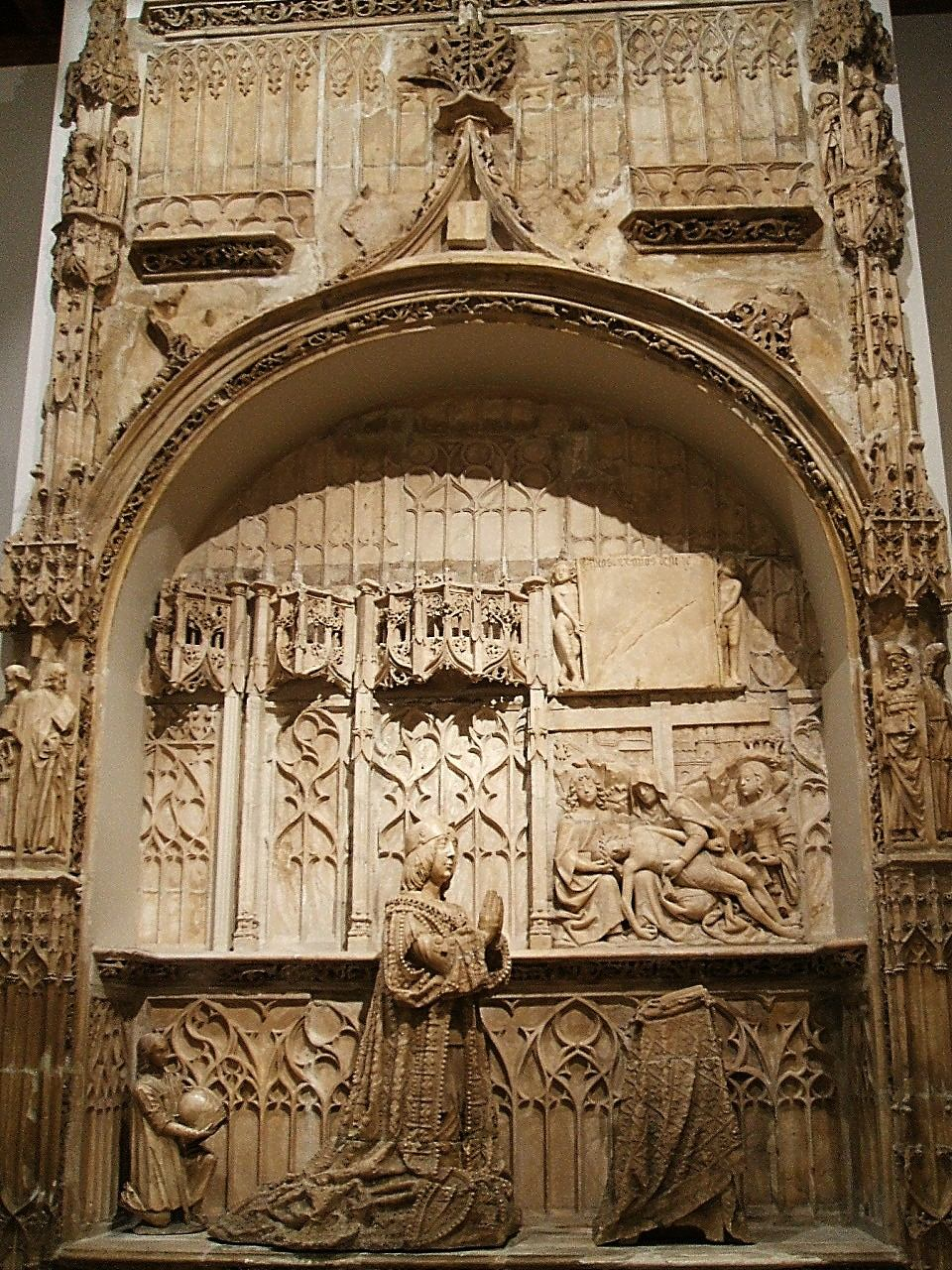
Sepulcro de Don Juan de Padilla, obra de Gil de Silóe, en el Museo de Burgos.

Otra obra sobresaliente es el sepulcro de Don Juan de Padilla, paje de la reina Isabel, fallecido en la guerra de Granada en 1491 a los veinte años de edad. Se cubre con armadura de guerrero y cota de malla aunque la rica capa de brocado que lleva dificulta su contemplación. El paje situado detrás sostiene la espada y el casco.
El sepulcro manifiesta una estrecha y directa vinculación estructural y estilística con el del infante Alfonso en la cartuja, incluso en la elección de la postura orante, ante un reclinatorio con libro abierto sobre él. Las siete estatuas (San Judas, San Juan Evangelista, San Bartolomé, …) que decoraban la parte superior del sepulcro se encuentran en el Museum of Fine Arts de Boston (tres), en el Metropolitan Museum of New York (dos) y en colecciones privadas.
Durante muchos años esta obra, encargada, hacia 1500, por su madre y por la reina Isabel, estuvo en la iglesia del Real monasterio de Nuestra Señora de Fresdelval, actualmente en ruinas, fundado por su bisabuelo Gómez Manrique. Hoy se halla en el Museo de Burgos.

### Catedral de Burgos

#### Capilla de Santa Ana o de la Concepción.

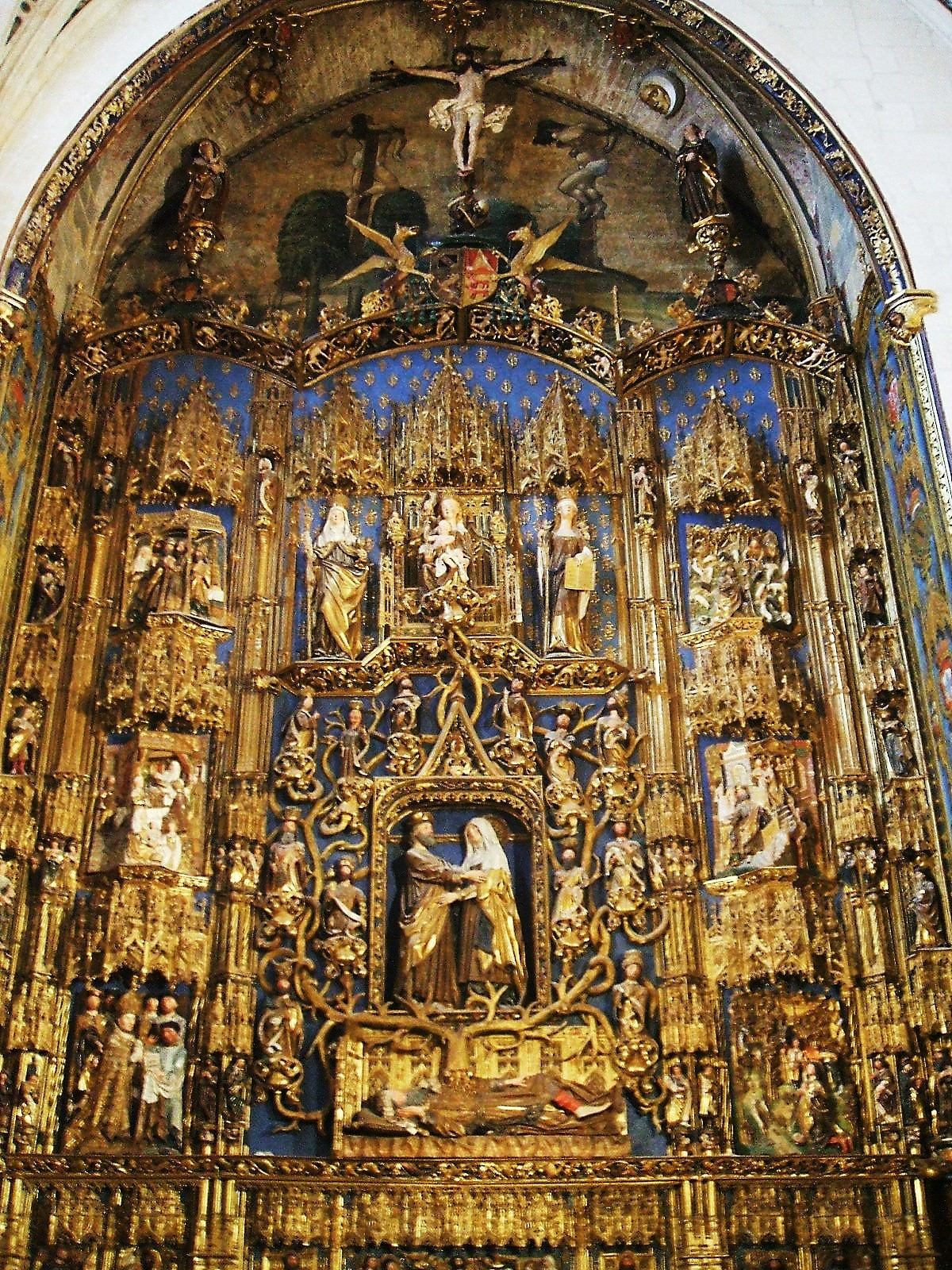
Retablo de la Capilla de Santa Ana de la Catedral de Burgos.

En la Catedral de Burgos el artista realizó entre 1486 y 1492 con la colaboracióndel pintor Diego de la Cruz el retablo mayor de la Capilla de la Concepción o de Santa Ana, organizado a manera de tapiz con un banco y tres calles.
El programa iconográfico se basa en la representación del árbol que surge del costado de Jessé, alegorizando la genealogía de la Virgen y encuadrando el tema central del Abrazo de San Joaquín y Santa Ana ante la Puerta Dorada. En los laterales hay seis relieves; cuatro de ellos completan la idea que cristaliza en el Abrazo. En los otros dos está en uno el obispo Luis de Acuña -el comitente- arrodillado y en el otro San Humberto, patrono de los cazadores.
En 1492 el obispo decidió ampliar el conjunto por los laterales; no sabemos en que consistió la modificación (quizás los haces de figuras en torno a los pilares extremos, quizás la Crucifixión de la zona superior), pero debió ser el mismo equipo quien la llevó a cabo.
Presenta la singularidad de haber renunciado a una adecuada armadura de madera que sirviese de soporte a las esculturas, pues se han claveteado la mayor parte de los elementos que lo constituyen al muro de piedra del fondo.

#### Capilla de los Condestables.

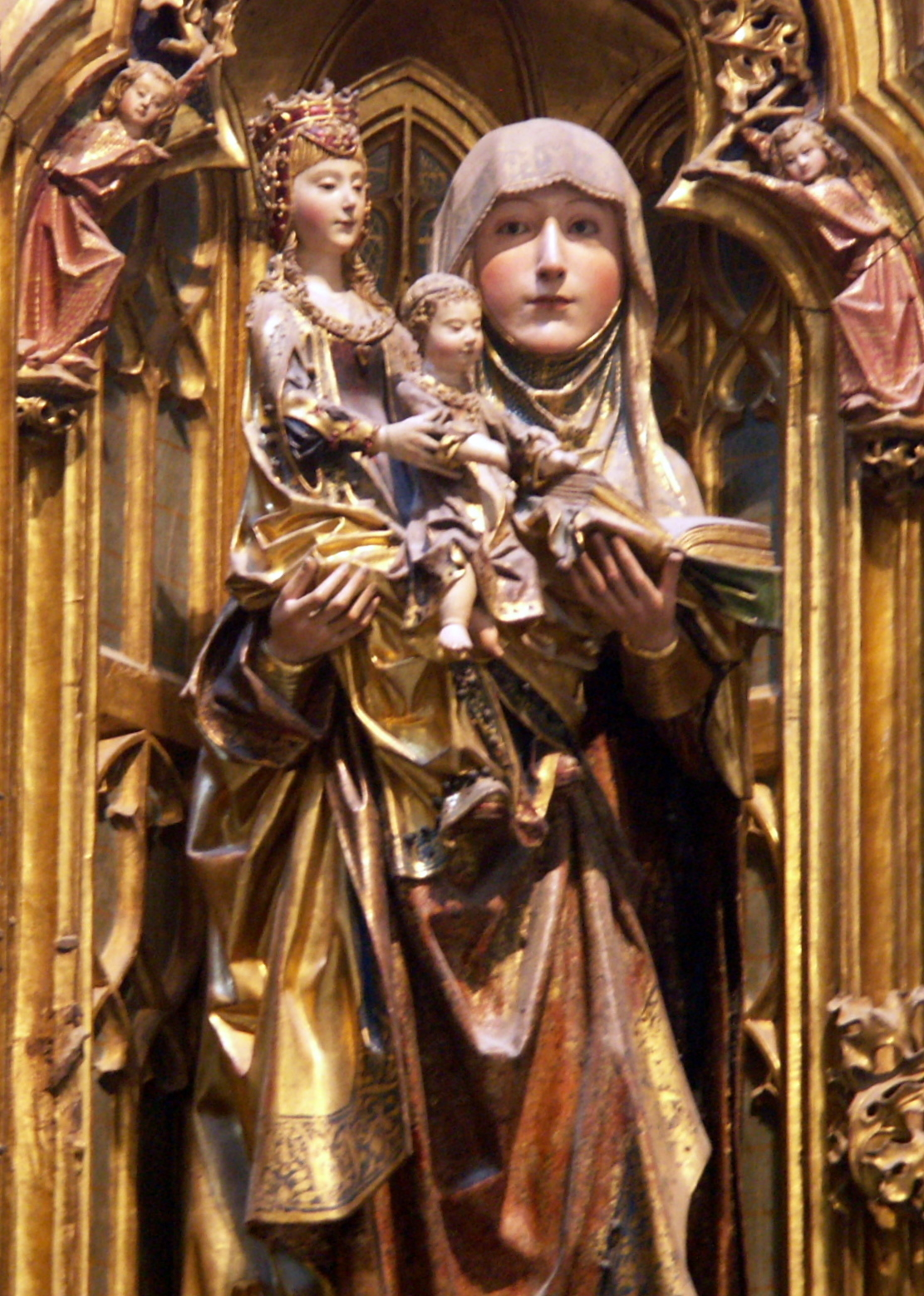
Retablo de Santa Ana. Capilla de los Condestables. Catedral de Burgos.

También forman parte del patrimonio catedralicio, en la Capilla de los Condestables, un pequeño retablo -el retablo de Santa Ana o de las Once Mil Vírgenes- que Gil dejó inacabado y sería terminado por su hijo Diego. Si bien no es una obra documentada nadie ha puesto en duda su autoría. Su ejecución tendría lugar hacia 1498.
Era el retablo de las santas, por lo que está compuesto por un basamento con pequeños nichos para alojar a variadas y delicadas figuritas femeninas. Sobre este banco se asienta la parte superior constituida por tres cuerpos y tres calles estructurando una serie de urnas en los que se alojan esculturas presididas por una santa Ana triple con la Virgen y el Niño. En la policromía de los bordes de los vestidos de muchas de las esculturas hay textos de contenido religioso. El retablo tiene forma de pequeño ábside cubierto por un gran dosel. En las imágenes se encuentran numerosos paralelos con las del retablo de la cartuja. Fue doña Mencía de Mendoza, ya viuda del Condestable, quien contactó con Siloé para su realización.
Para Wethey “la efigie de Juan de Padilla y el retablo de Sta Ana son los trabajos más amables, si no los más ambiciosos. Santa Ana misma es una figura memorable, dotada con la gracia de una joven pero madura mujer, espiritual y físicamente bella. El artista ha resuelto las dificultades inherentes al tema de la Annaselbdritt (Sta Ana triple) con precisión magistral, balanceando la figura de Sta Ana ligeramente hacia un lado a fin de inclinar hacia el otro a la Virgen con Cristo Niño al que soporta sobre su brazo”.

### Obras documentadas y desaparecidas
Se sabe realizó el desaparecido retablo mayor de la Capilla del Colegio de San Gregorio de Valladolid, por encargo del obispo Alonso de Burgos
También está documentada la ejecución,- así mismo con Diego de la Cruz en la policromía-, del retablo de la San Esteban de Burgos. “ ... como se auia començado … en dar fazer el Retablo para el altar mayor de la dicha yglesia ... se daua a fazer a maestre gil o a diego de la Cruz ... para que ellos lo ygualasen con el dicho maestregil e se fiziese e pagase,... ”. 
Debió terminarse en 1496 con un coste presupuestado de 138.000 maravedis; en siglos posteriores se desmontó sustituyéndose por otro no excesivamente atractivo
Así mismo “Los Angeles que había en la reja grande, y tenían dos caras la una de hombre y la otra muger, los hizo el Mro Gil (el mismo que hizo los sepulcros) y costaron 16.000 maravedis…” dice uno de los pocos documentos existentes en la Cartuja de Miraflores. Tanto la reja, -que separaba el coro de los conversos del de los seculares-, como los Ángeles han desaparecido.

### Obras inciertas

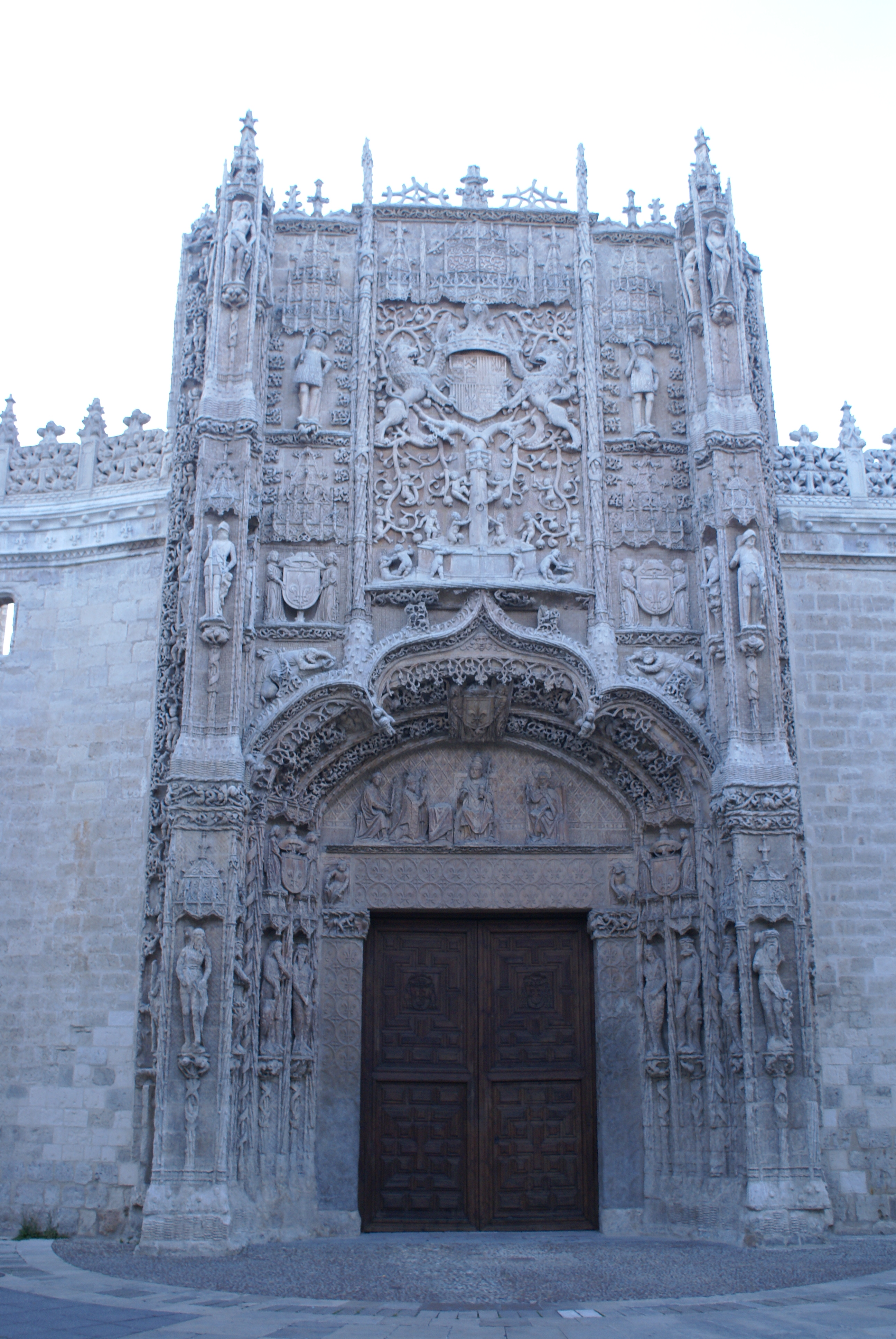
Fachada del Colegio de San Gregorio. Valladolid.

Aunque no hay constancia documental, se cree obra suya la fachada –realizada a manera de telón o tapiz suspendido sin función estructural– del Colegio de San Gregorio (actual Museo Nacional de Escultura) en Valladolid. Es probable que el diseño se deba a Gil de Siloé y en ella trabajara su taller. 
Muy discutida es la atribución del sepulcro alabastrino con estatua yacente del obispo Alonso de Cartagena, en la Capilla de la Visitación de la Catedral de Burgos. Probablemente estamos ante una obra realizada por un maestro desconocido que tuvo entre sus ayudantes a Gil de Siloe.
Las soberbias puertas de madera del paso del transepto al claustro de la catedral de Burgos podrían haber sido realizadas por el taller de Gil antes de 1496 o por un gran discípulo del escultor.
Es de suponer que junto con las grandes obras que conocemos se comprometiera también con imágenes sueltas:
La parroquia de San Esteban, cuando estaba realizando un retablo para ella, le encarga una figura de San Andrés, conservada, cuyo pago se remata en 1500.
Sobre la puerta de entrada a la clausura desde la iglesia de la Cartuja de Miraflores se ha colocado una delicada imagen en piedra de la Virgen con el Niño sentado, conocida como Virgen del coro, que se atribuye también al maestro Gil. En colección particular existe otra obra casi idéntica en alabastro; se cree originalmente estuvo situada en el lado opuesto de la iglesia, sobre la puerta que actualmente da paso a la capilla de San Bruno y antes lo hacía a un patio.
En el Museo de Burgos se expone una gran escultura en piedra caliza policromada que representa a Santa María la Mayor. Fue, según el museo, realizada por Siloe a finales del siglo XV para adornar la fachada del Arco de Santa María.

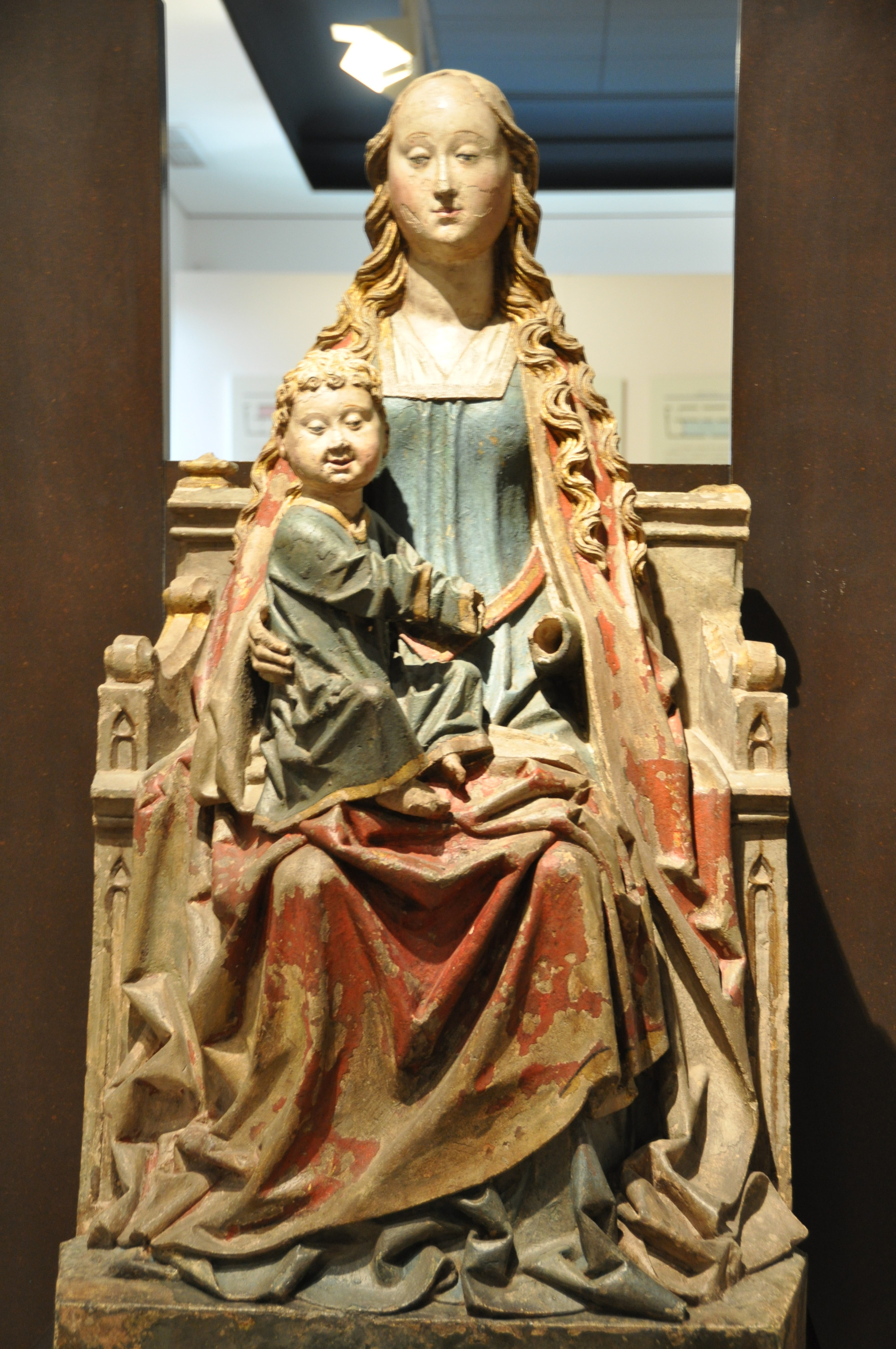
"Santa María la Mayor”
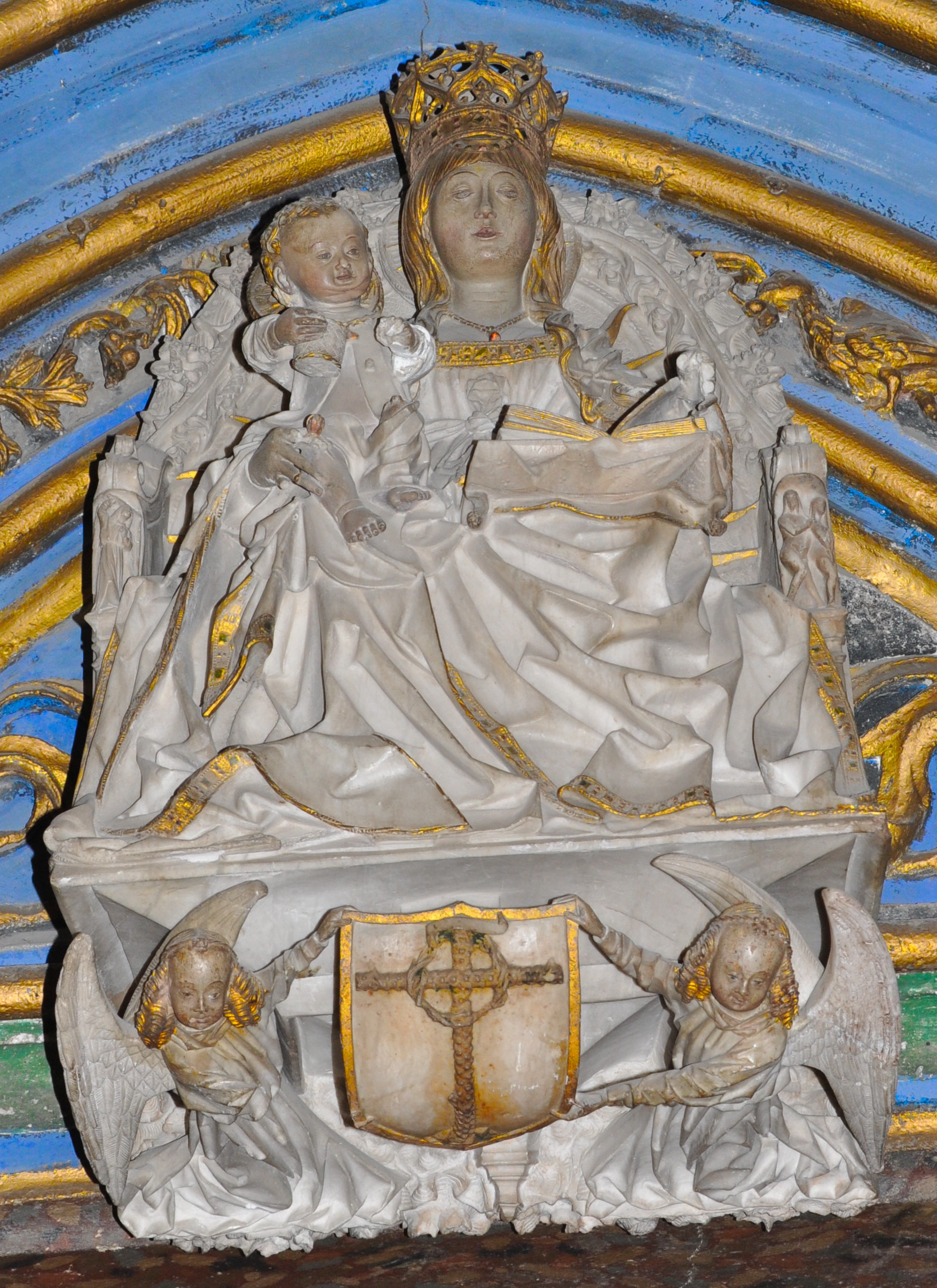
"Virgen con el Niño sentado"

Con motivo de las obras de restauración del interior de la Capilla de los Condestables en 1995 se descubrieron en las claves de su bóveda una importante serie de imágenes. Estudiadas se concluyó fueron realizadas por el taller de Gil de Siloe y que formaron parte del retablo mayor de la Capilla (o de la destruida, para realizar esta, de San Pedro) y del que queda el Cristo Crucificado que remata el actual retablo. El conjunto está formado por dieciséis imágenes de apóstoles y Evangelistas y dos altorrelieves (Circuncisión y Presentación de Jesús en el Templo). Como obra de taller se advierten diferentes manos, con excepción de en los dos relieves que podrían ser del propio Gil y quien sin duda dirigió la obra del retablo.

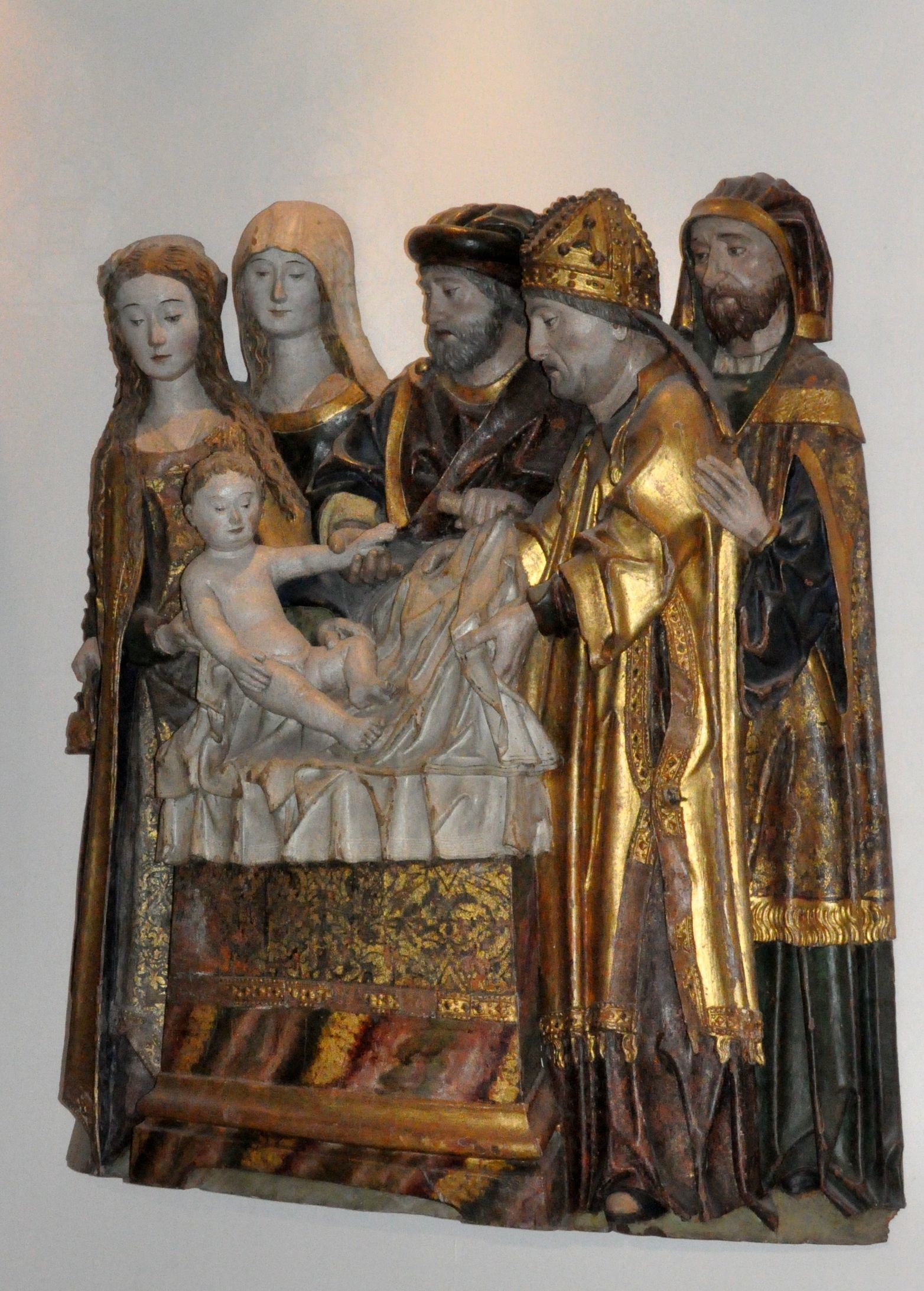
"Presentación de Jesús en el Templo"
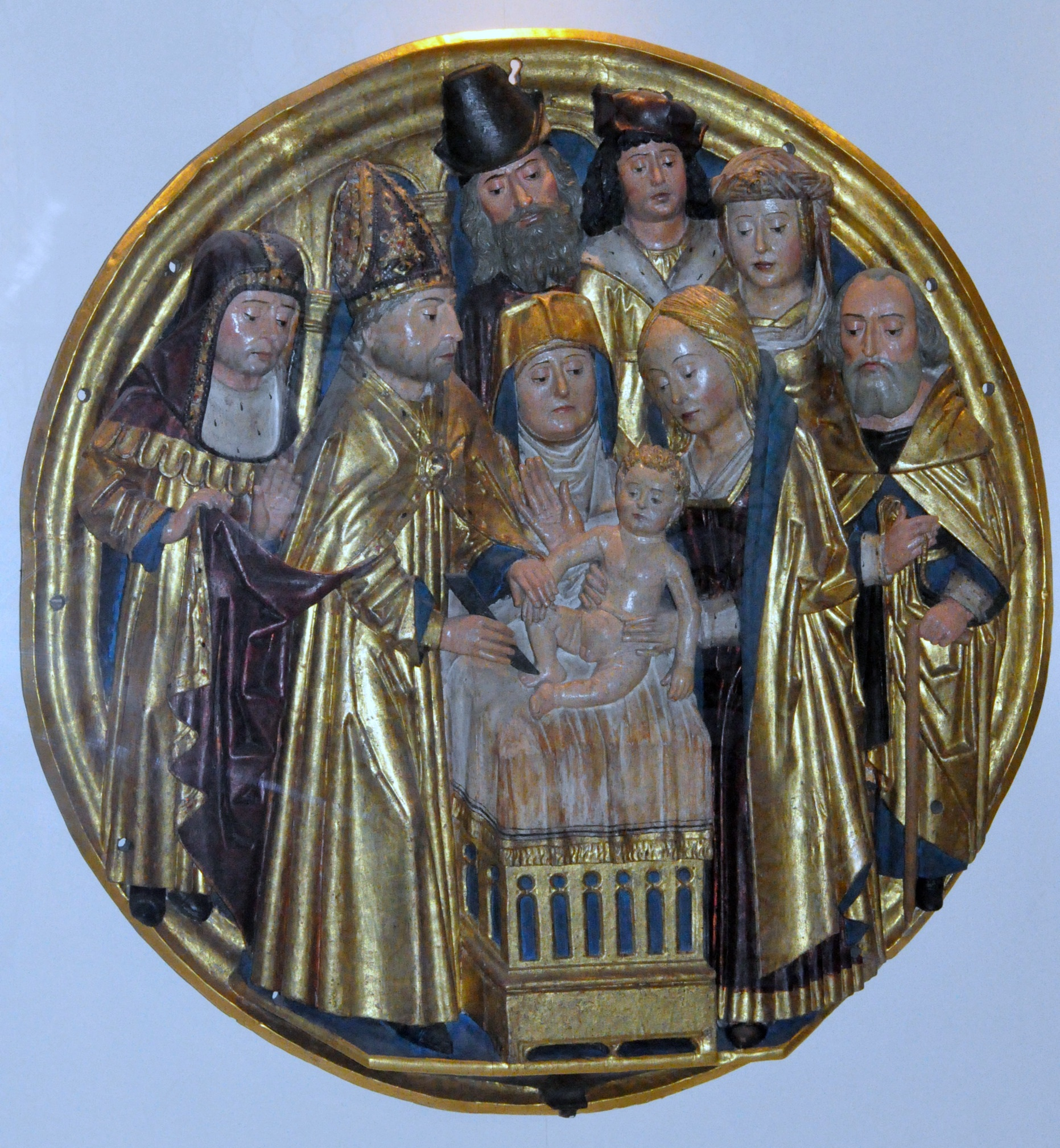
"Circuncisión de Jesús"

También se dice suyo el retablo de la capilla de Nuestra Señora de la Buena Mañana de la iglesia de San Gil Abad en Burgos capital.